# Liste der Monuments historiques in La Réorthe
Die Liste der Monuments historiques in La Réorthe führt die Monuments historiques in der französischen Gemeinde La Réorthe auf.

## Liste der Bauwerke
| Bezeichnung          | Beschreibung                              | Standort         | Kennzeichnung | Schutzstatus | Datum | Bild |
| -------------------- | ----------------------------------------- | ---------------- | ------------- | ------------ | ----- | ---- |
| Château de l’Aubraye | Schloss, erbaut Ende des 16. Jahrhunderts | (Lage)           | PA00110209    | Inscrit      | 1928  |      |
| Château de la Touche | Schloss, erbaut im 17. Jahrhundert        | La Touche (Lage) | PA00110210    | Inscrit      | 1989  |      |